# Fortín Olavarría
Fortín Olavarría es una localidad argentina del partido de Rivadavia, en la provincia de Buenos Aires.

## Ubicación
La localidad de ubica en el km 364 de la Ruta Nacional 33 a 27 km al sur de la ciudad de América.

## Población
Cuenta con 1,086 habitantes (Indec, 2010), lo que representa un incremento del 8% frente a los 1,005 habitantes (Indec, 2001) del censo anterior.
| Gráfica de evolución demográfica de Fortín Olavarría entre 1991 y 2010 |
|                                                                        |
| Fuente: Censos nacionales del INDEC                                    |

## Reseña histórica
Este fortín se levantó entre las comandancias de Trenque Lauquen e Italó y limitaba al oeste con la Zanja de Alsina. El general Villegas, a cargo de la formación de fortines en la zona, eligió el nombre del Coronel José Valentín de Olavarría (1801-1845), que había participado en las guerras de la Independencia en Chile, Perú y Brasil, para denominar el fortín. Tras su emigración al Uruguay, el Coronel Olavarría había quedado en el olvido y Villegas consideraba que merecía ser recordado. 
En 1880, el gobierno envió al señor Luis Silveyra a mensurar la zona para lotear una parte, dejando cuatro leguas como reserva. Tras algunas desavenencias, en 1882 se nombró un nuevo agrimensor, el señor Juan Alsina, que hizo las mensuras definitivas. El primer remate de los solares se llevó a cabo los días 17 y 18 de noviembre de 1901 (fecha que se toma como fundacional) y el segundo el 11 de mayo de 1902 de acuerdo con lo decretado por el Poder Ejecutivo, que ordenaba la colonización. Los primeros en escriturar los solares fueron Agustín Ponce, Manuel Prados, Faustino Barros, José Ledesma, Isidoro Amondarain, entre otros de una extensa lista. 
Años después un grupo de vecinos acordó la realización de nuevas obras. Se reunieron Agustín Darancibia, Ezguerra y Planes, Blancharce, Fuentes y Cía. Y Santervo Asenjo y Cía. y elevaron una nota al intendente de Trenque Lauquen para que les concediera el permiso correspondiente para alambrar la plaza e instalar allí una bomba. 
La escuela N.º 5 tuvo sus orígenes en 1909 con la denominación de escuela N.º 13. En sus albores tuvo 72 alumnos y actualmente cuenta con 221. En 1911 se creó el destacamento policial con dos agentes. 
Una de las primeras estancias del lugar fue "La Cristina", de 1884, que aún perdura aunque no con las dimensiones de las primeras épocas. Su fundador fue un hombre de gran empuje, don Luis Arduino, que la administró y capitalizó al igual que a otras cinco estancias más que se encontraban en la zona. 
En 1912 llegó a Fortín Olavarría, procedente de España, don Emilio Ruiz. Afincado en la localidad, instaló un saloncito en un solar frente a la estación del ferrocarril provincial, que fue ampliándose hasta llegar a contar con 10 habitaciones. El edificio funcionó como hotel, con su salón de bailes y reuniones. Don Ruiz no solo agrandó su negocio sino también su familia, pues llegó a tener 10 hijos. Al año siguiente del arribo de don Emilio, el 20 de enero de 1913 se inauguró una estafeta postal, pero la oficina telegráfica se habilitó recién el 7 de mayo de 1929. 
El ferrocarril pasaba cerca de Fortín Olavarría, por lo que los vecinos elevaron una nota al Ministerio de Obras Públicas, en La Plata, para solicitar un ramal del mismo. El pedido fue aceptado condicionado a que los vecinos cedieran las tierras necesarias para extender las vías. Se formó entonces una comisión Pro Ferroviaria de la Colonia, con el objetivo de juntar dinero para pagar las indemnizaciones a quienes hicieran esas cesiones. La tarea fue ardua, pero finalmente el Ferrocarril Provincial de Buenos Aires fue habilitado al público el 7 de enero de 1914. Otro logro de ese año fue el establecimiento de la delegación municipal y la pertinente designación del sr. Juan Medina. 
La década del 20 fue fructífera para Fortín Olavarría: en 1921 se crearon la Sociedad Española y el Club Social y Deportivo Jorge Newbery. En 1924 se instaló la oficina de Registro Civil, en 1925 se pudo contar con un médico permanente y se fundó el Racing Fútbol Club. 
En 1950 se solicitó la apertura de una sucursal del Banco de la Nación Argentina y en 1963 fue bendecida por monseñor Antonio uarraccino la piedra fundamental de una capilla ubicada frente a la plaza principal. El 5 de junio de 1966 se inauguró la capilla de Nuestra Señora de Luján y el 28 de septiembre de 1984 se estableció otra entidad bancaria: el Banco de la provincia de Buenos Aires. Fortín Olavarría no dejó de crecer. Hoy cuenta con escuelas, centro asistencial de salud, centros de danzas, cooperativa eléctrica, centros recreativos, etc.